# Bitva u Mortimers Cross
Bitva u Mortimers Cross se odehrála 2. února 1461 nedaleko Wigmore v hrabství Herefordshire. Byla jednou ze série bitev války růží mezi znepřátelenými rody Lancasterů a Yorků.
Po smrti Richarda, vévody z Yorku v bitvě u Wakefieldu v prosinci předešlého roku se vůdčí postavou Yorků stal osmnáctiletý Eduard, hrabě z Marchu (později král Eduard IV.). Snažil se zabránit tomu, aby se vojsko Lancasterů vedené Owenem Tudorem a jeho synem Jasperem, nacházející se ve Walesu, spojilo s jádrem Lancasterské armády. Eduard sestavil s podporou svých spojenců na pomezí Anglie a Walesu vojsko aby Lancasterům zabránil v postupu.
Yorkové v této bitvě zvítězili, Jasper Tudor unikl, ale Owen Tudor byl zajat a popraven. Podle některých odhadů v bitvě padlo asi 4000 mužů. Vítězství v této bitvě připravilo Eduardovi cestu ke korunovaci anglickým králem.
Bitva je také známá tím, že se před ní objevil na nebi zrcadlový obraz tří sluncí, což později vyústilo v použití Slunce jako symbolu Yorků.